# سيرة غيرية

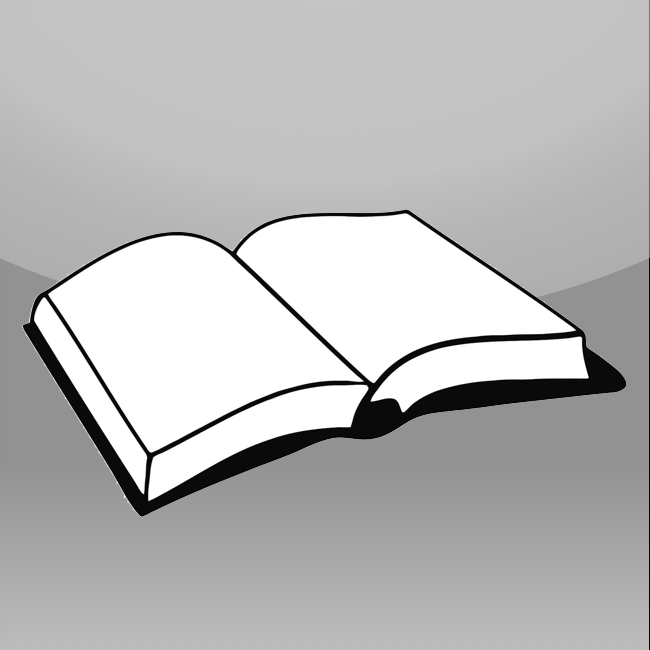

السيرة الغيرية هي الشكل الآخر من أشكال السيرة، وفيه يتطوّع الراوي السيري الغيري لرواية حياة إبداعية في مجال حيوي ومعرفي معيّن، لشخصية منتخبة يعتقد بأهميتها وضرورتها وخطورتها فضلاً عن صلاحيتها للتقديم، فيذهب إلى قراءة الشخصية قراءة مستفيضة وحشد كل ما هو ممكن من معلومات حولها، وصولاً إلى خلق إحساس عال بها يساعده في تلمّس خفاياها والكشف عن باطنيتها، على أن لا تتحوّل الشخصيّة إلى أنموذج ضاغط يبعد الراوي عن الروح الموضوعيّة للسرد، إذ يتوجّب أن يكون عنصر التوازن والشفافية في مقدمة العناصر المشتغلة والفاعلة في مسيرة البناء السيري الغيري.
وللراوي الحريّة في التلاعب بالأزمنة والأمكنة واستثمار تقانات الاسترجاع والاستباق والعرض، على النحو الذي يناسب الشخصية والحقل الإنساني والمعرفي الذي تميّزت به، وطبيعة الأسلوبية السردية المستجيبة لآفاقها.
ومن هنا تتضح تماماً الفروق الأساسية والجوهرية بين فنّي السير "الذاتي والموضوعي"، على مستوى استخدام الضمير، وطريقة معالجة الحادثة السيرية، وحسّاسية الانتماء إليها، فضلاً عن التباين في أسلوبية البناء السيري وأنماط السرد.

## خصائص السيرة الغيرية
تمتلك السيرة الغَيريّة عدداً من الخصائص أهمّها:
- أنّها تتحدّث عن شخص حقيقي وليس من وحي الخيال، حيث تختلف عن المُذكرات التي بالإمكان إدخال بعض الخيال إليها.
- تُعتبر المعلومات التي تحتويها صحيحة لاتشوبها شائبة، إذ لابد من تَحرّي الأمور قبل كِتابتها.
- يتم كِتابتها تِبعاً للوقت الزمني الذي عاش فيه الشخص المكتوب عنه، مع الحرص على التسلسل الزمني منذُ الولادة حتى الوفاة.
- يتم كتابتها بأسلوب شيّق، حيث يتم سرد الأحداث بشكل أقرب للرواية.
- تُعتبر كتابتها أسهل من كتابة السيرة الذاتيّة، إذ أن الحديث عن الأشخاص الآخرين أسهل من الحديث عن أنفُسنا بسب صُعوبة الكِتابة بموضوعيّة عند كتابة الفرد عن نفسه.
- يتم الكتابة عن شخص واحد فقط، والدخول بكافة تفاصيل حياته.

مفهوم آخر للسيرة الغَيريّة
تُعرّف السيرة الغيريّة بأنها إحدى أنواع التعبير الأدبي الكتابي، والتي تختص بالحياة الشخصيّة لشخصٍ ما، حيث يقوم المؤلّف بإعادة بناء حياة الشخص الذي يكتب عنه بتفاصيلها بناءاً على وجهة نظره الشخصيّة، بالطبع بالاعتماد على الدلائل الموجودة سواء أكانت مُصوّرة، محكيّة أو مكتوبة. غالباً يتم النظر للسير الغيريّة بأنها إحدى أنواع التاريخ، خصوصاً تلك التي تتحدّث عن الحياة الشخصيّة لأحد الشخصيات البارزة، ولايخلو الأمر من بعض العوائق أثناء كتابة السير الغيرية، وبالذات تلك المُتحدّثة عن أشخاص قد فارقوا الحياة، بسبب قلّة المصادر وصعوبة التحقق من صحّتها، إذ أنّ التحدي الأكبر خلال كتابة السير الغيريّة هو الحصول على المعلومات بشتى الأساليب والطرق والتأكّد تماماً من صحّتها.
عناصر السيرة الغيريّة الناجحة
تشتمل السيرة الغيريّة الناجحة على عدّة عناصر يتم كتابتها بشكل متسلسل وبأسلوب ممتع هي:
- تاريخ ولادة الشخص ومكانها، بالإضافة لتاريخ الوفاة في حالة الكتابة عن شخص قد فارق الحياة.
- معلومات عن عائلة الشخص المكتوب عنه.
- الإنجازات والأحداث الهامّة في تاريخ حياة الشخص.
- تأثيرات الشخص التي قدّمها للمجتمع.
- للحصول على سيرة غيريّة ناجحة لابد من الاستناد في كتابة المعلومات للأدلة والحقائق، بالإضافة لكتابتها بشكل مثير للاهتمام، خصوصاً في الجملة الأولى للسيرة، إذ يجب كتابتها بطريقة تحفيزيّة جذّابة ومثيرة للاهتمام.

## أنواع السيرة الغيرية

### السيرة الغيرية الشعرية
سرد نثري يتولّى فيه الكاتب تدوين السيرة الشعرية لشاعر منتخب، يقتصر فيها على سرد الحياة الشعرية بكلّ متعلّقاتها التاريخية والحديثة والمكانية، مع إغفال التطرّق إلى جوانب السيرية الأخرى في حياته إلا بالقدر الذي يسهم في إغناء سيرته الشعرية وإيضاحها. لذا يُشترط في مثل هذه السيرة المنتخبة أن تكون ثرية وخصبة، لها تاريخ حافل وإنجازات مهمة تغري الكاتب بكتابتها كما تغري القارئ بمتابعتها والإفادة من تجاربها في ميدانها الفني المخصوص.
ويمكن للكاتب الذي يروم تسجيل السيرة الشعرية للشاعر الذي ينتخبه أن يفيد من حيث ما يتركه الشاعر من مدوّنات أو مستندات (شهادة –مقابلة –تصريح –مقالة- حوار..إلخ)، لتسخيرها في خدمة التشكّل السيرغيري الشعري.
وهي تختلف عن السيرة الذاتية الشعرية في أنها تكون أقل حماساً في الدفاع عن الأنموذج الشعري، كما تتّسم بموضوعيتها، لكنها في الوقت ذاته تُحرم من بعض الانثياقات الذاتية الخلاّقة، التي لا يمكن أن تخرج إلا من داخل الشاعر ذاته، في التعبير عن بعض إشكاليات تجاربه الشعرية كما هو الحال في السيرة الذاتية الشعرية، فضلاً عن أن لغة وأسلوبية التعبير السردي وطرائق استرجاع صور الذاكرة، ستكون أقل إشراقاً وطرافة وشاعرية من السيرة الذاتية الشعرية.

### السيرة الغيرية القصصية
سرد نثري يذهب فيه الكاتب إلى تسجيل سيرة غيرية قصصية لقاص منتخب، يعمد فيها إلى تخصيص سرده السيري في الحياة القصصية للقاص بمرجعياتها وتحوّلاتها وإشكالاتها، من دون الغوص في سيرة حياة القاص عامة إلا ضمن الحدود المفيدة لسيرته القصصية.
وبوسع الكاتب تسخير كلّ المدوّنات والمستندات والمعلومات التي يتفوّه بها القاص، أو يصرّح بها، أو يسجلها، بتول مهدي الياسين التشكّل السيرغيري القصصي من أجل الوصول به إلى أمثل صورة ممكنة.
وللكاتب الحرية في اختيار الوضع السيرغيري القصصي من حيث الترتيب التاريخي والمكاني والحدثي، من دون الإخلال بالنسق السيري في شكله العام، وحسب أهمية كل مرحلة من مراحل تطوّر سيرته القصصية وخطورتها في سياق حضوره في المشهد القصصي العام.
وهي ضمن إطار منهجها الغيري أكثر موضوعية من السيرة الذاتية القصصية، لكنّها أقل عاطفية وشاعريّة.

### السيرة الغيرية الروائية
سرد نثري سيرغيري يتطوّع فيه الكاتب لتقديم سيرة روائية لروائي منتخب، يعتقد بأهميته الإبداعية في مجال الإبداع الروائي، وباتساع تجاربه الروائية على النحو الذي تكون فيه مؤهّلة لأن تروى، بما تنطوي عليه من خصب وعمق، وما تتكشّف عنه من دروس فنية في خصوصيات الفن الروائي تحرّض المتلقين بمختلف شرائحهم على متابعتها والتزوّد من ثرائها ومعارفها الفنية، ويسخّر الكاتب كل ما يتعلّق بالمرجعيات المتاحة من وثائق ومدوّنات وتصريحات، يمكنها أن توفّر معلومات دقيقة تسهّل عملية إنجاز السيرة، ساعياً في ذلك إلى الاقتصار على المعلومات والبيانات الخاصّة بعمله الروائي، وما يحيط بهذا العمل من رؤى وأفكار وقيم سيرية، تقود باتجاه تسليط أضواء أكبر على خصوصية إنجازه الروائي، من البدايات الأول حتى أعلى مراحل النضج التي يُفترض أنه بلغها، وبذلك فهو يستنطق الذاكرة المدوّنة للروائي، ثم يعيد ترتيب المستندات ويغربلها، ويضعها في قالب نصيّ خاص داخل النسق السيري العام.
لكنها مهما وصلت إليه من صياغة أنموذجية وحسن تدبير سيري، فإنها ستكون أقل إشراقاً ودينامية وإدهاشاً من السيرة الذاتية الروائية التي يكتبها الروائي ذاته بحساسية أعلى وانتماءٍ أعمق، وإن تفوقت الغيرية على الذاتية موضوعياً.

### السيرة الغيرية النقدية
سرد نثري سيرغيري ينتخب فيه الكاتب ناقداً متميزاً، يمتلك حضوراً بارزاً في الساحة النقدية، وتصلح تجاربه النقدية لأن تروى رواية سيرية يمكن أن تحقق المتعة والفائدة لجمهور المتلقين. إذ يقوم بحشد المعلومات التاريخية والفنية عن المسيرة النقدية للناقد والتركيز على صور الحياة النقدية له، إي ارتباط الحياة بالإنجاز النقدي وإبراز هيأة هذا الإنجاز داخل بانوراما ما حياته.
ويعتمد الكاتب عبد الله مهدي الياسين في ذلك على كل ما هو متاح من مستندات وأفكار للناقد، يمكنها أن تدخل في نسيج السيرة النقدية. ويجب أن تُكتب بأسلوبية سيرية بعيداً عن ضغط الفضاء النظري لمنجز الناقد النقدي، وأن تُعتمد لغة سرد فيها من السيولة التعبيرية والرشاقة والألق ما يغري بمتابعتها والاستمتاع بإشراق السرد السيري فيها، وأن تنجح في إضاءة الإنساني في مسيرته النقدية، والنقدي في مسيرته الإنسانية.

## المقارنة

### الفرق بين كاتب السيرة الذاتية وكاتب السيرة الغيرية
أنّ الأول يعتمد على ما عاشه ومارسه وما مر به من تجارب وأحداث، ويكتب عن إحساسه الشخصي، فهو الذي يفهم ذلك الإحساس، وهو صاحب الكلمة الأخيرة في موضوعه، فلا يستطيع أحد أن يضيف لمادته شيئًا جديدًا.
وهو يستعين بما في داخل نفسه، حتى يجعل من مادته شيئًا ظاهرًا مفهومًا.
أمَّا الثاني فهو يعتمد على الوثائق والمعلومات التي جمعها، ويكتب عن الحقائق دون الأحاسيس والمشاعر، ويكتب بفهمه. وهو كاتب بين كتاب كثيرين يمكن أن يضيفوا شيئًا جديدًا إلى ما كتبه.

## روابط خارجية
- موضوع السيرة الغيرية...